# Nikanor Zakhvataïev
Nikanor Dmitrievitch Zakhvataïev né le 26 juillet 1898 et mort le 15 février 1963, est un lieutenant général soviétique.

## Biographie
Il est né dans le village de Gary, aujourd'hui district Malmyzhsky de l'Oblast de Kirov dans une famille paysanne. Il rejoint l'armée impériale russe en 1916. Il devient lieutenant. Il participe à la Première Guerre mondiale, sur le front roumain.
Il rejoint l'armée rouge en 1918. En 1920 il étudie de l'école d'artillerie de Nijni Novgorod. En juin 1920, pendant la guerre civile russe il combat sur le front sud-ouest.